# حديث الأربعاء (كتاب)
يعود بنا طه حسين، عميد الأدب العربي، في كتاب حديث الأربعاء إلى الأيام الخوالي، أيام امرئ القيس و طرفة بن العبد، وشعراء العصر الجاهلي، حيت يعتبر حديث الأربعاء دراسات أدبية مستفيضة في الشعر القديم لأن طه حسين لم يحب القديم من حيث هو قديم، ولم يصبُ إليه متأثراً بأحسيس الشوق والحنين... بل لرغبته في أن يظل الأدب القديم، قواماً للثقافة وغذاء للعقول.
والأدب القديم في الوقت نفسه يراه طه حسين أنه صالح ليكون أساساً من أسس الثقافة الحديثة... ليظل غذاء لعقول الشباب، لأن فيه كنوزاً قيمة تصلح غذاء لعقول الشباب. يكشف الدكتور طه حسين عن هذه الكنوز من خلال دراسات أدبية مستفيضة تناول عند كل حديث من أحاديث الأربعاء شاعراً أو أكثر من شعراء المراحل الثلاث، الجاهلي، الأموي، العباسي، تناول قصائداً له بالشرح والتحليل وبيان مواقع الجمال البياني واللفظي فيها.

## وصلات خارجية
- حديث الأربعاء مجانًا على موقع مؤسسة هنداوي